# Juncus hydrophilus
Juncus hydrophilus är en tågväxtart som beskrevs av Henry John Noltie. Juncus hydrophilus ingår i släktet tåg, och familjen tågväxter. Inga underarter finns listade i Catalogue of Life.